# Attacco al porto di Sydney
L'attacco al porto di Sydney fu un episodio della campagna del Pacifico della seconda guerra mondiale.
Nel tardo maggio e all'inizio di giugno 1942, sommergibili appartenenti alla Marina imperiale giapponese eseguirono una serie di attacchi alle città di Sydney e Newcastle nel Nuovo Galles del Sud in Australia. La notte del 31 maggio e il 1º giugno, tre sottomarini della classe Ko-hyoteki, ognuno con un equipaggio di due persone, entrarono nel porto di Sydney evitando parzialmente la rete anti-sottomarini e cercando di affondare navi degli Alleati. Due dei piccoli sottomarini furono trovati e attaccati prima che questi potessero attaccare le navi alleate e che la ciurma potesse darsi alla fuga e suicidarsi; questi sottomarini sono stati in seguito recuperati dagli alleati. Il terzo sottomarino cercò di silurare la USS Chicago, ma invece affondò la HMAS Kuttabul uccidendo 21 marinai. La sorte di quest'ultimo sottomarino è stata rivelata nel 2006, quando fu trovato il suo relitto presso le spiagge settentrionali.

## Preludio
L'11 maggio 1942 quattro battelli giapponesi dell'8º squadrone sommergibili attrezzati per le operazioni con sottomarini tascabili, I22, I24, I28 e I27, vennero inviati a Truk, importante base navale giapponese, per prendere parte ad un attacco a Suva e Sydney. Questi battelli vennero preceduti da I21 e I29 in ricognizione, il primo su Suva e il secondo su Sydney. L'attacco faceva parte di un più ampio attacco aeronavale che poi venne annullato, ma questa parte venne comunque portata avanti, come si scoprì da documenti recuperati in seguito all'attacco quando venne ripescato il relitto dell'unico minisommergibile recuperato nell'immediatezza; tra questi un "Ordine operativo segreto al distaccamento avanzato" siglato a Kure da Noboru Ishizaki, l'11 aprile. Ishizaki era l'ammiraglio comandante dell'8º squadrone all'epoca e che partecipò anche alla battaglia del Madagascar.. Tranne l'I28 silurato e danneggiato dal sommergibile USS Tautog, i tre altri battelli raggiunsero Truk ed imbarcarono i minisub, partendo per il sud il 20 maggio. Intorno al 29 maggio furono segnalati avvistamenti di sottomarini a circa 40 miglia ad ESE di Sydney da unità della Royal New Zealand Navy, e questo si ricollega all'ordine impartito all'I21 il 23 maggio di compiere una ricognizione finale prima dell'attacco.
Poiché vi erano notizie della presenza di navi da battaglia in porto, il capitano Sasaki, comandante della sezione dell'8º squadrone distaccata per l'operazione, le considerò bersagli primari per le sue unità; i cinque battelli, I22 col minisottomarino N°21, I24 col minisottomarino A, I27 con minisub N°14, I29 con o senza aerei che era in grado di imbarcare ma che erano danneggiati) ed I21 con aerei. Un aereo venne lanciato in ricognizione dall'I21 e sorvolò la rada di Sydney alle 04:20 del mattino, ma la sua somiglianza con gli idrovolanti biplani monoscafo Curtiss S03C e Vought OS2U Kingfisher imbarcati sugli incrociatori e corazzate statunitensi confuse gli osservatori sulla sua identità; d'altro canto in quel momento l'unico incrociatore o corazzata presente in zona era proprio lo USS Chicago a cui venne notificato l'avvistamento, e l'ufficiale di guardia disse che era "un idrovolante imbarcato sugli incrociatori USA"; certo nessuno notò che l'unico incrociatore USA presente in zona era proprio il Chicago, fatto che avrebbe dovuto far scattare un allarme. Analogo evento accadde alle 22 circa del giorno prima a Diego Suarez dove un idrovolante sorvolò la HMS Ramillies all'ancora e che oltre a dare l'allarme si mosse in circolo e poi spostò ad un altro ancoraggio; l'attacco era dei sottomarini tascabili provenienti dall'I10 di Ishizaki che in contemporanea attaccava il Madagascar, ma la differenza di fuso orario rendeva gli eventi separati da soli 70 minuti, e la Ramillies venne colpita da un siluro con danni leggeri.

## L'attacco

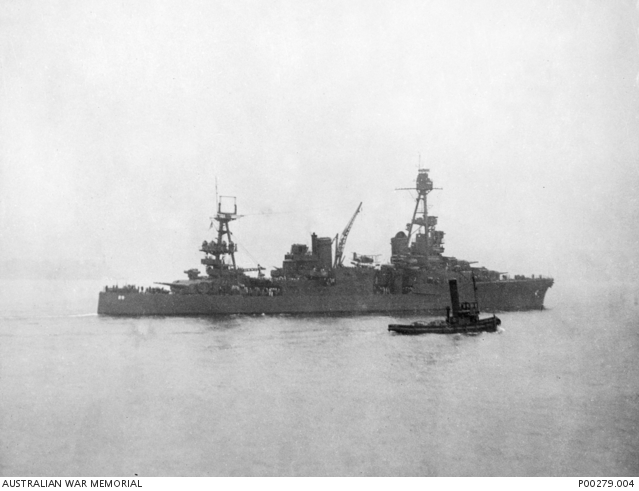
USS Chicago nel porto di Sydney il 31 maggio 1942

Poiché l'osservazione dell'idrovolante aveva segnalato "corazzate ed incrociatori", come riferirono pilota e copilota scampati fortunosamente al cappottamento ed affondamento dell'aereo durante l'ammaraggio, Sasaki diede l'ordine d'attacco. Quelli che l'equipaggio aveva avvistato in punti diversi del porto erano la USS Chicago e quelli che vennero identificati come quattro "cacciatorpediniere", oltre alla HMAS Canberra. Alle 18 del 31 maggio, i battelli partirono per l'attacco. In porto oltre ai due incrociatori avvistati, c'erano la HMAS Adelaide, il cacciatorpediniere statunitense USS Perkins e la nave appoggio cacciatorpediniere USS Dobbin), il posamine HMAS Bungaree, gli incrociatori ausiliari Kanimbla e Westralia, due corvette australiane ed una indiana ed un sommergibile olandese, il Hr. Ms. K9, al cui fianco era ormeggiato il traghetto convertito in deposito HMAS Kuttabul, oltre a varie unità minori tra navi pattuglia ed antisommergibile.

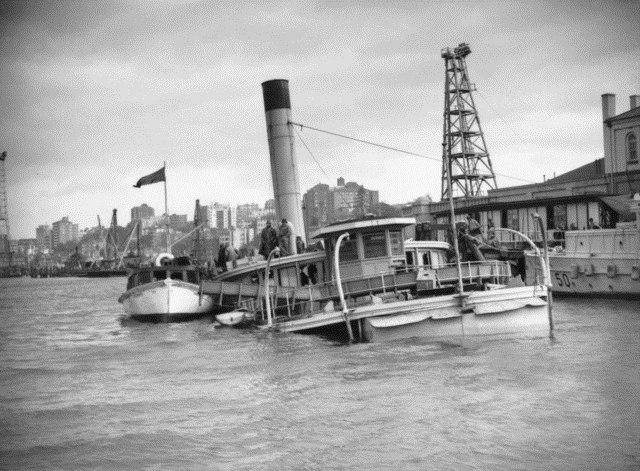
La HMAS Kuttabul spezzata in due dopo l'attacco.

I minisommergibili entrarono nella baia, il primo alle 20:01 come rilevato da dei dispositivi di sorveglianza antisom basati sui flussi elettrici inventati nella prima guerra mondiale e otto dei quali facevano parte della vigilanza al porto. Dopo lo M 14 entrarono gli altri due; il primo pur essendo stato rilevato venne classificato come falso allarme. Dopo poco però venne avvistato da uno dei battelli di vigilanza ed attaccato con cariche di profondità dalle HMAS Yarroma e Lolita. Anche il secondo venne avvistato e si nascose per riprendere l'attacco poco dopo.
Due siluri vennero effettivamente lanciati, verso la USS Chicago, ed entrambi lo mancarono. Uno passò sotto il sottomarino olandese Hr. Ms. K9, e anche sotto la HMAS Kuttabul, esplodendo a contatto col molo cui erano ormeggiate. l'esplosione spaccò in due la HMAS Kuttabul causando i 21 morti dell'attacco, 19 marinai della RAN e 2 della Royal Navy, e danneggiando anche il sottomarino. Anche la HMAS Canberra riportò di essere stata attaccata ma non vennero trovati siluri, per cui si ritenne che fossero bolle d'aria dovute al minisottomarino danneggiato dall'attacco delle navi pattuglia; anche la HMAS Falie aveva attaccato senza affondarlo il minisub M24. Anche la USS Chicago attaccò uno dei sub con una mitragliera quadrupla antiaerea, che però non poté essere depressa abbastanza da inquadrare il bersaglio.

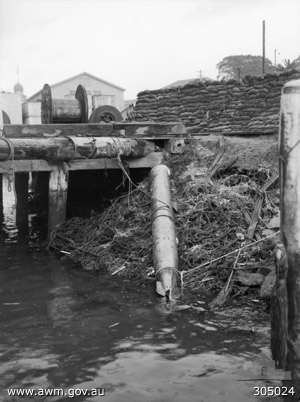
Siluro inesploso a Garden Island alcuni giorni dopo l'attacco.

Immediatamente l'ufficiale di guardia sulla Chicago ordinò di mettere le macchine in pressione per uscire dal porto, e il cacciatorpediniere Perkins si preparò ad iniziare una caccia antisommergibile; entrambi gli ordini vennero revocati quasi subito. Le HMAS Whyalla e Geelong attaccarono il minisub M24, che però riuscì a guadagnare l'uscita del porto. Anche l'M21 venne attaccato da varie unità di pattuglia, ed alla fine il suo equipaggio si suicidò. Dei tre minisommergibili, nessuno tornò ai sommergibili madre. Uno venne affondato e poi recuperato. Un altro venne ritrovato solo dopo molti anni, nel 2006, mentre del terzo non si seppe più nulla.
I sommergibili madre attesero i minisub per il recupero nelle notti del 1 e 2 giugno, senza esito. A quel punto ritornarono alla loro missione. Alcuni attacchi, probabilmente sette, vennero fatti al traffico mercantile Alleato;  tre navi vennero affondate: Iron Chieftain dallo I-24 il 3 giugno, Iron Crown dallo I-27 il 4 giugno, e Guatemala dallo I-21 il 12 giugno.
L'8 giugno, lo I-24 e lo I-21 bombardarono brevemente Sydney e Newcastle, con danni minimi. Le loro ricerche furono però infruttuose ed anzi un P-40 Airacobra della USAAF che si era alzato a cercarli precipitò per un guasto al motore uccidendo il suo pilota, tenente Cantello.